# Чемпионат Германии по футболу (до 19 лет)
Молодёжная лига DFB U-19 (нем. Die U19-DFB-Nachwuchsliga (auch A-Junioren-Bundesliga, A-Jugend-Bundesliga oder U19-Bundesliga)) — высшее футбольное соревнование в Германии среди футболистов до 19 лет. Турнир находится под управлением немецкого футбольного союза. Лига была образована из команд молодёжных региональных лиг «Север/Северо-Восток», «Юг/Юго-Запад» и «Запад» в 2003 году.

## Регламент турнира
Бундеслига подразделяется на три дивизиона: «Север/Северо-Восток», «Юг/Юго-Запад» и «Запад», подобных региональным лигам, из которых она была создана, в каждом из которых находится по 14 клубов. Каждая команда играет по два матча с каждой командой из своего дивизиона - один дома и один на выезде. По итогам турнира последние три команды вылетают в соответствующие региональные лиги.
Победители дивизионов принимают участие в розыгрыше титула чемпиона Германии. В сезоне 2007/08 в этом финальном пуле участвовали победители дивизионов и команда, занявшая второе место в дивизионе «Юг/Юго-Запад». С сезона 2008/09 четвёртая команда отбирается среди занявших второе место в дивизионах по особым очкам, рассчитываемым для клубов по итогам выступлений за прошлые три сезона. В этом расчёте три очка начисляются команде от дивизиона за победу в едином чемпионате, два очка - за участие в финальной игре за титул, одно очко - за поражение в полуфинальной игре. В случае равенства очков участник финального пула выбирается по наивысшему результату предыдущего сезона.

## Победители
| Сезон   | Дивизион «Север/Северо-Восток» | Дивизион «Запад»        | Дивизион «Юг/Юго-Запад» | Чемпион             |
| ------- | ------------------------------ | ----------------------- | ----------------------- | ------------------- |
| 2003/04 | Ганновер 96                    | Бохум                   | Бавария                 | Бавария             |
| 2004/05 | Герта                          | Бохум (2)               | Штутгарт                | Штутгарт            |
| 2005/06 | Герта (2)                      | Шальке 04               | Фрайбург                | Шальке 04           |
| 2006/07 | Вердер                         | Байер 04                | Бавария (2)             | Байер 04            |
| 2007/08 | Вольфсбург                     | Кёльн                   | Штутгарт (2)            | Фрайбург            |
| 2008/09 | Вердер (2)                     | Боруссия (Дортмунд)     | Фрайбург (2)            | Майнц 05            |
| 2009/10 | Ганза                          | Байер 04 (2)            | Штутгарт (3)            | Ганза               |
| 2010/11 | Вольфсбург (2)                 | Байер 04 (3)            | Кайзерслаутерн          | Вольфсбург          |
| 2011/12 | Вольфсбург (3)                 | Шальке 04 (2)           | Бавария (3)             | Шальке 04           |
| 2012/13 | Вольфсбург (4)                 | Шальке 04 (3)           | Бавария (4)             | Вольфсбург          |
| 2013/14 | Вольфсбург (5)                 | Шальке 04 (4)           | Хоффенхайм              | Хоффенхайм          |
| 2014/15 | РБ Лейпциг                     | Шальке 04 (5)           | Хоффенхайм (2)          | Шальке 04           |
| 2015/16 | Вердер (3)                     | Боруссия (Дортмунд) (2) | Хоффенхайм (3)          | Боруссия (Дортмунд) |
| 2016/17 | Вольфсбург (6)                 | Боруссия (Дортмунд) (3) | Бавария (5)             | Боруссия (Дортмунд) |
| 2017/18 | Герта (3)                      | Шальке 04 (6)           | Хоффенхайм (4)          | Герта               |
| 2018/19 | Вольфсбург (7)                 | Шальке 04 (7)           | Штутгарт (4)            | Боруссия (Дортмунд) |
| 2019/20 | Вердер (4)                     | Кёльн (2)               | Бавария (6)             | —                   |
| 2020/21 | —                              | —                       | —                       | —                   |
| 2021/22 | Герта (4)                      | Боруссия (Дортмунд) (4) | Аугсбург                | Боруссия (Дортмунд) |
| 2022/23 | Герта (5)                      | Боруссия (Дортмунд) (5) | Майнц 05                | Майнц 05            |
| 2023/24 | Герта (6)                      | Боруссия (Дортмунд) (6) | Хоффенхайм (5)          | Хоффенхайм          |
| 2024/25 |                                |                         |                         |                     |

## Рекорды лиги

### Самый юный участник
| Место | Игрок                        | Возраст                  | Дата выступления | Команда             |
| ----- | ---------------------------- | ------------------------ | ---------------- | ------------------- |
| 1     | Селоме Виктор Хоунйови-Хушка | 15 лет 4 месяца 13 дней  | 13.04.2007       | Боруссия (Дортмунд) |
| 2     | Бобби Вуд                    | 15 лет 4 месяца 15 дней  | 30.03.2008       | Мюнхен 1860         |
| 3     | Златан Аломерович            | 15 лет 5 месяцев 10 дней | 25.11.2006       | Боруссия (Дортмунд) |
| 4     | Одиссеас Влаходимос          | 15 лет 5 месяцев 22 дня  | 18.10.2009       | Штутгарт            |
| 5     | Виктор Майер                 | 15 лет 6 месяцев 21 день | 7.12.2005        | Оснабрюк            |

### Наибольшее число игр
| Место | Игрок              | Число игр | Команда              |
| ----- | ------------------ | --------- | -------------------- |
| 1     | Кевин Керр         | 80        | Арминия (Билефельд)  |
| 2     | Себастиан Лангкамп | 72        | Бавария              |
| 3     | Михаэль Майр       | 71        | Мюнхен 1860, Гройтер |
| 4     | Филипп Шуберт      | 70        | Рот-Вайсс (Эрфурт)   |
| 5     | Шабан Исмаили      | 69        | Штутгарт             |